# Богданово (Износковский район)
Богданово — деревня, находится в Износковском районе Калужской области России. Входит в состав сельского поселения «Посёлок Мятлево».

## География
Располагается на левом берегу реки Шаня. Через деревню протекает её приток речка Костриченка.

## Население
| 2002 | 2010 |
| ---- | ---- |
| 22   | ↘11  |

## История
В 1782 году хутор Богданово принадлежал Медынскому уезду. Рядом находилось большое село Шестово. В основном занимались земледелием, выращивали лён. В середине XIX века на картах Шуберта, в прошлом небольшой хутор, обозначается селом, а в народном архиве Калужской губернии значится Богдановская волость.
В XIX веке деревня принадлежала помещикам Дурново, затем Полтевым, владевшим также соседним Шестово. В 1832 году при Дурново в Богданово был выстроен храм Николая Чудотворца, до настоящего времени не сохранившийся.
В период войны 1941—1945 года деревня была захвачена немцами, впоследствии практически уничтожена, уцелело около трех домов. Освобождена 28 января 1942 года 1321-м сп 415-й сд 43-й армии после безуспешных двухнедельных боев за деревню.